# Giorgio Armani (azienda)
La Giorgio Armani S.p.A. è un'azienda italiana che opera nei campi della moda, del design e del lusso, fondata da Giorgio Armani e Sergio Galeotti nel 1975.
Il gruppo disegna, produce e distribuisce prodotti di: moda, abiti, accessori, occhiali, orologi, gioielli, cosmetici, profumi, mobili e complementi d'arredo. Il marchio commercializza questi prodotti con diverse etichette: Giorgio Armani Privé, Giorgio Armani, Armani Collezioni, Emporio Armani (incluso EA7), Armani Jeans, Armani Junior e Armani Exchange. Il marchio utilizza l'associazione del nome Armani con l'alta moda, beneficiando del suo prestigio nel settore della moda. Nel 2016, le vendite stimate dell'azienda sono state di circa 2,65 miliardi di dollari. Nel 2017, Giorgio Armani ha annunciato che la sua azienda chiuderà due dei suoi marchi di moda, Armani Collezioni e Armani Jeans, come parte del processo di ristrutturazione della sua azienda. Mentre Armani Collezioni si fonderà nuovamente nella linea "Giorgio Armani", Armani Jeans sarà mescolato con la linea Emporio Armani a causa delle loro somiglianze negli stili e dell'uso dello stesso logo del marchio.
Giorgio Armani è in collaborazione con Emaar Properties, creando una catena di hotel e resort di lusso in diverse grandi città tra cui: Milano, Parigi, New York, Londra, Hong Kong, Los Angeles, Tokyo, Shanghai, Seoul e Dubai. L'azienda gestisce già una serie di caffè in tutto il mondo, oltre a un bar e una discoteca.

## Storia

### Le origini e gli anni settanta

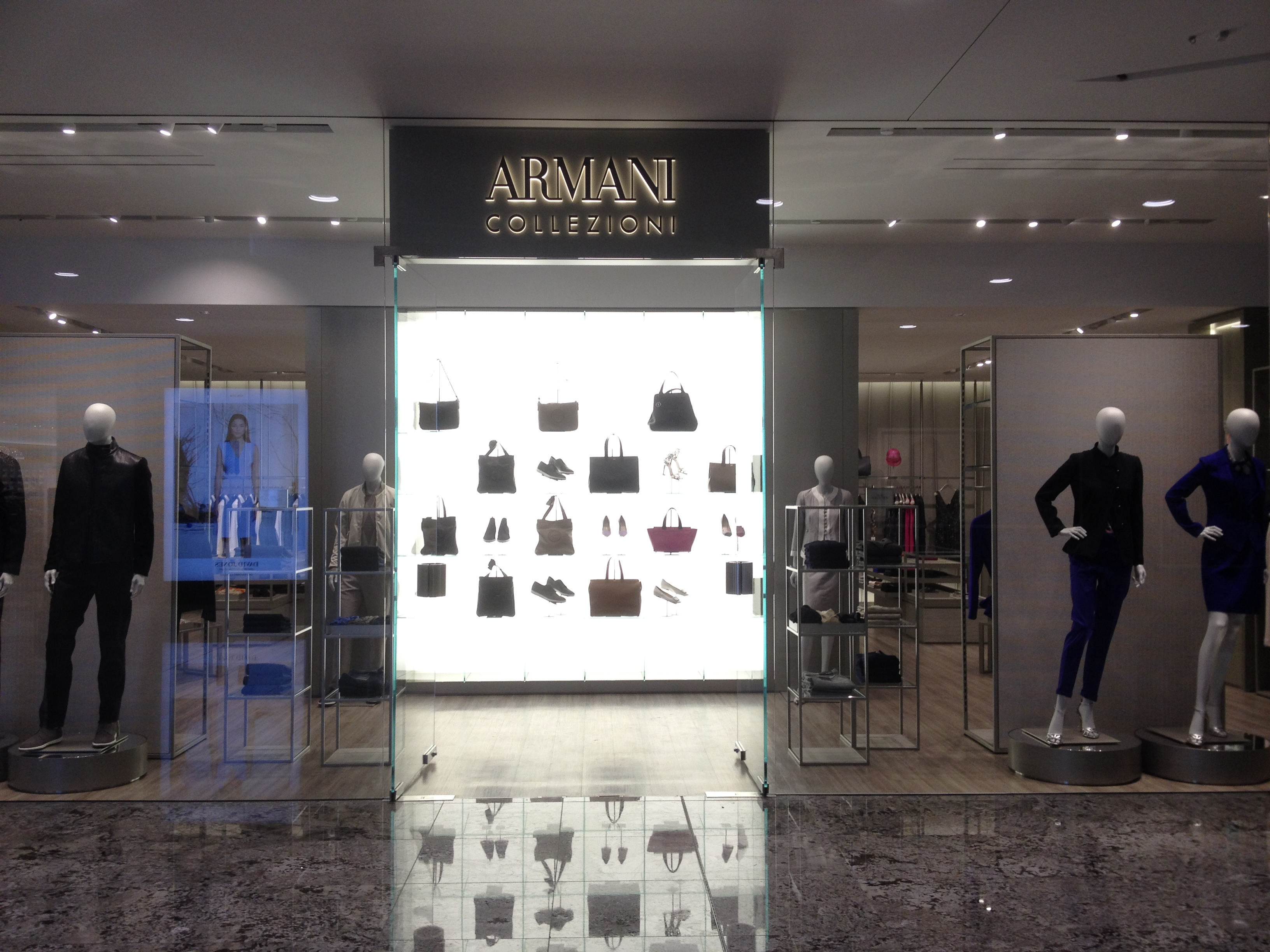
Armani Collezioni al Indooroopilly Shopping Centre a Brisbane

La società nasce il 24 luglio 1975 quando Giorgio Armani e Sergio Galeotti, con un capitale di circa 2.500.000 ₤, fondano a Milano una casa di moda, con sede nell'atelier di Corso Venezia. Pochi mesi dopo esce la prima collezione di prêt-à-porter (Primavera/Estate 1976), che sfila al "Plaza Hotel" di Milano. Del 1978 è il contratto di licenza con il Gruppo Finanziario Tessile grazie al quale la società si espande e apre una nuova sede dotata di sala stampa e diversi showroom. Nello stesso anno, lo stilista disegna il vestito con cui Diane Keaton partecipa alla cerimonia per l'assegnazione dei premi Oscar. Nel 1979 l'azienda si espande oltreoceano, dove lo stilista fonda la "Giorgio Armani Corporation". Alla fine degli anni settanta la maison è una delle più note aziende di moda del mondo.

### Gli anni ottanta
Con gli anni ottanta lo stilista stabilisce un accordo di licenza per i profumi, tuttora attivo, con l'azienda francese L'Oréal e lancia le linee Emporio Armani, Armani Jeans e Armani Junior. Nel 1981 l'azienda apre il primo negozio Emporio Armani a Milano, seguito nel 1982, sempre a Milano, dall'apertura della prima boutique Giorgio Armani. Nello stesso anno vengono lanciate le linee Emporio Armani Underwear ed Emporio Armani Swimmwear. Nel 1985 muore Sergio Galeotti e Armani resta da solo alla conduzione della maison. La seconda metà del decennio porta all'azienda nuove collaborazioni ed espansioni: nel 1987, grazie a una joint venture con le aziende Itochu Corporation e Seibu Department Store, nasce la divisione nipponica "Giorgio Armani Japan". L'anno successivo la società stabilisce un accordo con Luxottica per la produzione degli occhiali.

### Gli anni novanta ed il nuovo millennio

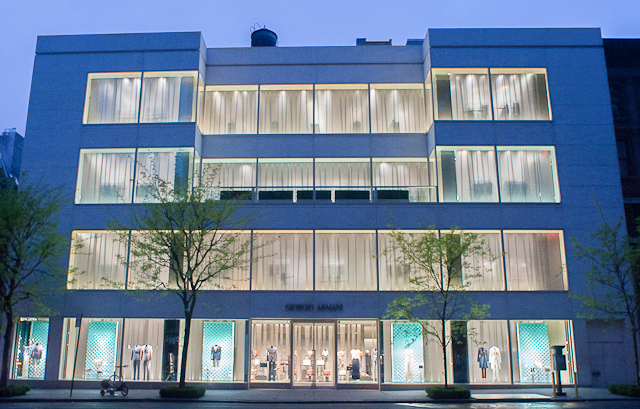
Giorgio Armani - Madison Ave, NY

Inoltre, al fine di aumentare il controllo su qualità e distribuzione dei prodotti, la Giorgio Armani S.p.A. persegue una serie di investimenti azionari: l'acquisizione iniziale della società Intai S.p.A., l'acquisizione del pacchetto di maggioranza di Antinea S.r.l. nel 1990 e l'acquisizione del pacchetto di maggioranza di Simint S.p.A. nel 1996.
Verso la fine degli anni novanta l'azienda si informatizza, iniziando nel 1999 la vendita tramite e-commerce, nello stesso viene costituita la Divisione Accessori. Nel 2000 viene lanciato il sito internazionale giorgioarmani.com (oggi diventato Armani.com). Nello stesso anno viene costituita TRIMIL, una joint venture con il Gruppo Zegna (51% Armani, 49% Zegna) per la produzione e distribuzione della linea maschile Armani Collezioni nel mondo; nascono inoltre le linee Giorgio Armani Cosmetics e Armani/Casa e viene aperto il negozio Armani/Manzoni nel quadrilatero della moda, in via Manzoni 31, un ampio concept store su tre piani. L'anno successivo viene aperto il primo negozio monomarca "Giorgio Armani Accessori" e la sede centrale viene trasferita da via Borgonuovo 21 a via Bergognone 59: la nuova sede, collocata nella ex-fabbrica dismessa della Nestlé, comprende oltre agli uffici anche il nuovo Armani/Teatro, progettato all'architetto giapponese di fama mondiale Tadao Andō.
Il 2002 sotto il punto di vista degli investimenti porta l'acquisizione di Deanna S.p.A., azienda di Reggio Emilia attiva nella manifattura di maglieria e Guardi S.p.A., quattro fabbriche specializzate nella produzione di calzature uomo e donna; nello stesso anno viene creata la linea Armani/Dolci. Nel 2004 viene creata la linea EA7, una collezione che propone abbigliamento e accessori per lo sport. Nel 2005, l'accordo con EMAAR Properties assicura all'azienda l'apertura di 14 hotel di lusso nel mondo. Il 6 giugno 2008 la Giorgio Armani S.p.A. assume la proprietà dell'80% delle quote societarie della Pallacanestro Olimpia Milano, squadra sponsorizzata dal gruppo con il marchio Armani Jeans a partire dal 2004. Nel 2009 viene aperto il concept store Armani/5th Avenue a New York. L'anno successivo Emporio Armani è il primo brand di moda occidentale ad aprire un sito di e-commerce in Cina; viene inoltre aperto il primo Armani Hotel a Dubai seguito, nel 2011, dall'Armani Hotel di Milano.
A febbraio 2020 durante la Milano Fashion Week, poco prima che il COVID-19 si diffondesse in Italia, Armani è stato il primo marchio di moda a optare per una sfilata a porte chiuse trasmessa in streaming per tutelare la salute degli ospiti che sarebbero dovuti essere presenti, collezionando 11 milioni di visualizzazioni.
A marzo 2020, nel pieno dell'emergenza COVID-19, Armani converte tutti i suoi stabilimenti per produrre camici monouso da donare al personale sanitario, nello stesso periodo l'azienda ha effettuato cospicue donazioni a vari ospedali italiani. Poco dopo, nello stesso anno, annuncia un cambio di strategia per far fronte alla crisi economica post-covid: la produzione sarà ridotta, intesa nel numero di modelli disponibili, per alzare ulteriormente la qualità dei capi. Armani annuncia anche il lancio di un servizio di sartoria on line per creare abiti personalizzati e si propone di spostare il centro nevralgico delle sue sfilate da Parigi a Milano, considerando che ve ne sarà un numero molto minore e l'azienda intende puntare sull'esclusività di questi eventi, anche se i primi si svolgeranno a porte chiuse.
Nel 2023 è stato presentato un nuovo orologio in casa Giorgio Armani, realizzato in collaborazione con la maison svizzera Parmigiani Fleurier. Il modello, presentato in edizione limitata e chiamato Giorgio Armani 11, in onore del numero civico dell'indirizzo dell'azienda milanese e della data di nascita dello stilista, ha una cassa di 40 mm di diametro e presenta la complicazione delle fasi lunari.

## Marchio

Scarpa da uomo Armani

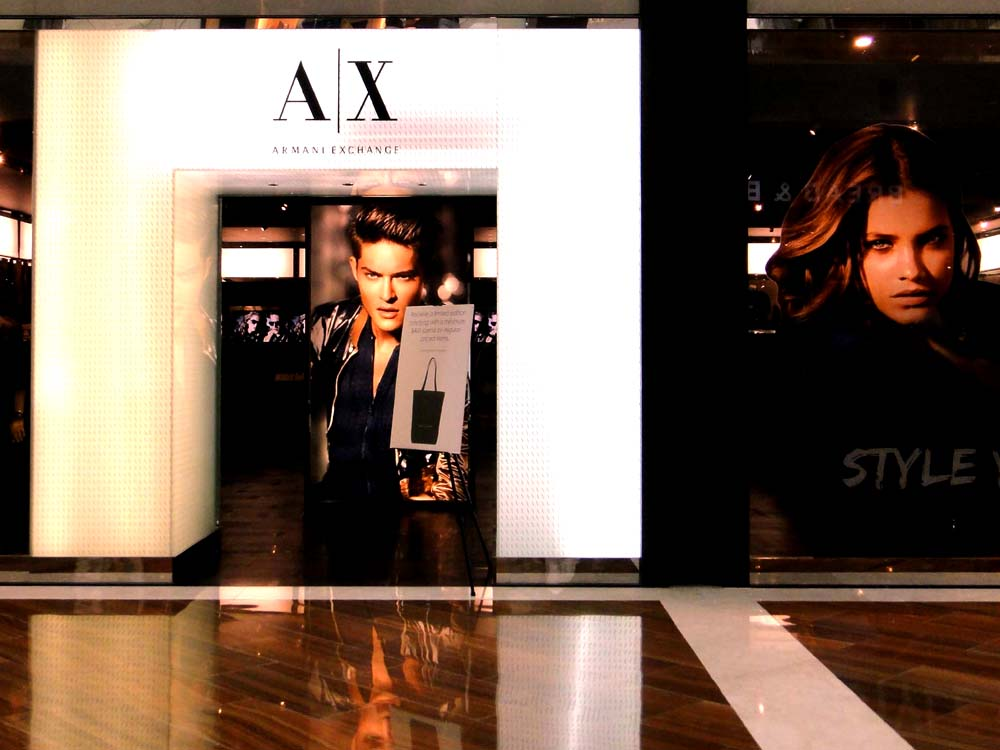
Negozio Armani Exchange a Marina Bay Sands, Singapore

Al Gruppo Armani sono riconducibili diversi marchi principali, legati a varie branche del business:
- Giorgio Armani (1978), noto anche come Black Label, costituisce il marchio di prima linea della maison.
- Emporio Armani (1981), caratterizzata da una linea più giovanile e di tendenza della casa.
- Armani Exchange (1991), la linea fast fashion dedicata ad una clientela più giovane (16-26)[20].
- Armani Casa (2000), specializzata in arredamento di lusso e interior design.[21]
- Armani Fiori (2000), dedicata ad allestimenti floreali e complementi d'arredo associati.
- Armani Dolci (2004): linea dedicata alla produzione di dolci; la componente tecnica è affidata all'azienda Venchi. La produzione comprende, oltre alle linee regolari, dolci in edizione limitata per le festività e prodotti personalizzati.
- EA7 (2004), sotto cui vengono prodotti i capi sportivi e l'abbigliamento tecnico. Il nome è un tributo all'ex calciatore Andrij Ševčenko, che era solito indossare la maglia numero 7. Nel 2010 produce una linea in collaborazione con l'azienda britannica Reebok. Dal 2012 EA7 è sponsor tecnico del CONI/CIP e fornisce le divise azzurre per i Giochi olimpici e paralimpici. Ad oggi è sponsor tecnico anche di alcune società di Pallacanestro, come Pallacanestro Olimpia Milano (rilevata nel 2004 da Armani), di cui è anche main title sponsor dal 2006 e dal 2019 del Mornar; nel 2021 entra nel calcio, come sponsor tecnico del Napoli.
- Armani Privé (2005), la linea di alta moda[22].

Vi sono poi alcune linee che sono state dismesse:
- Armani Jeans (1981-2016), la linea denim dell'azienda milanese, con prodotti più semplici e casual. Nel 2016 l'azienda accorpa la linea ad Armani Exchange.[23]
- Armani Junior (1982-2018), la linea con target dai 3 mesi ai 16 anni, incorporata in Emporio Armani[24]
- Armani Collezioni (2000-2016), nata dalla Giorgio Armani Le Collezioni, proponeva abiti dal taglio classico ed elegante, fino all'accorpamento con Emporio Armani.[23]

### Divisione Horeca

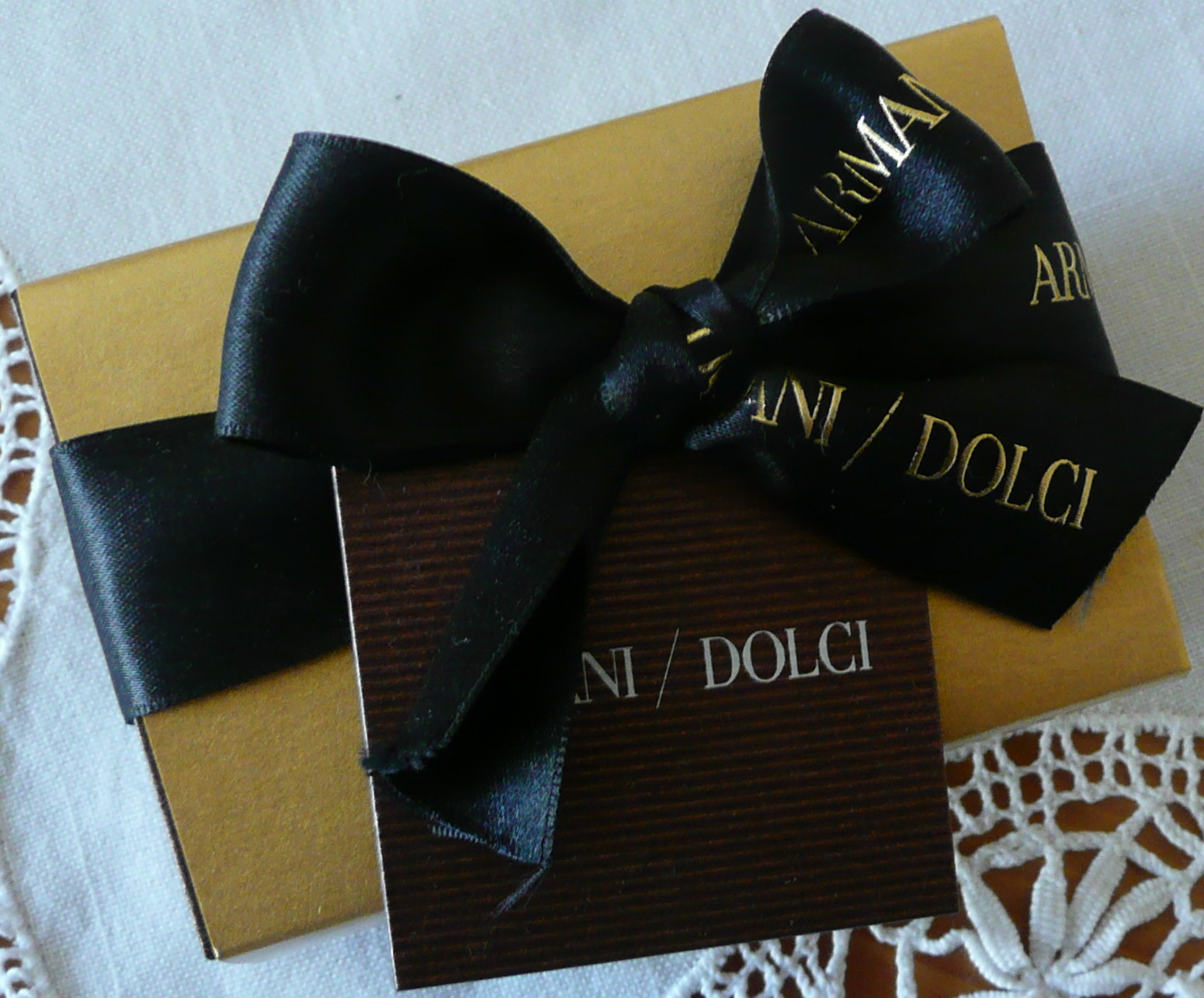
Una confezione regalo Armani Dolci del 2008. Da allora, Giorgio Armani ha progettato varie altre confezioni per il prodotto.

Nel 1989 l'azienda decide di aprire un negozio Emporio Armani a Londra; al secondo piano inserisce un caffè che denominò Emporio Armani Express. Nello stesso anno lo stilista decide di ristrutturare e riaprire, accanto alla filiale fiorentina, il locale storico Gran Caffè Doney; quest'ultima esperienza si rivelò fallimentare e dopo due anni il locale chiuse i battenti. Nel 2000, con l'apertura del multistore Manzoni 31, venne aperto il secondo bar dell'azienda, l'Armani Caffè, un sushi bar, l'Armani Nobu e, nel 2003, la discoteca Armani Privè. Nel 2010 viene inaugurato il primo hotel dell'azienda, situato all'interno del Burj Khalifa a Dubai, l'Armani Hotel Dubai, seguita nel 2011 dalla sede meneghina. Altri caffè e ristoranti sono stati aperti nei negozi multistore nei diversi paesi.
- Armani Caffè/Emporio Armani Caffè: insegna dei bar e caffè dove sono distribuiti bevande e alimenti leggeri (insalate, panini, dolci, ecc.); comprende il "Bamboo Bar" di Milano.
- Armani Restaurant/Emporio Armani Restaurant: insegna dei ristoranti situati in varie città; comprende i locali: "Express" (Londra), "Nobu" (Milano), "Ginza" (Tokyo) e "Aqua" (Hong Kong).
- Armani Privé: insegna delle discoteche presenti a Milano, Dubai e Hong Kong.
- Armani Hotel & Resort: insegna degli alberghi presenti a Dubai e Milano.

## Fondazione Armani

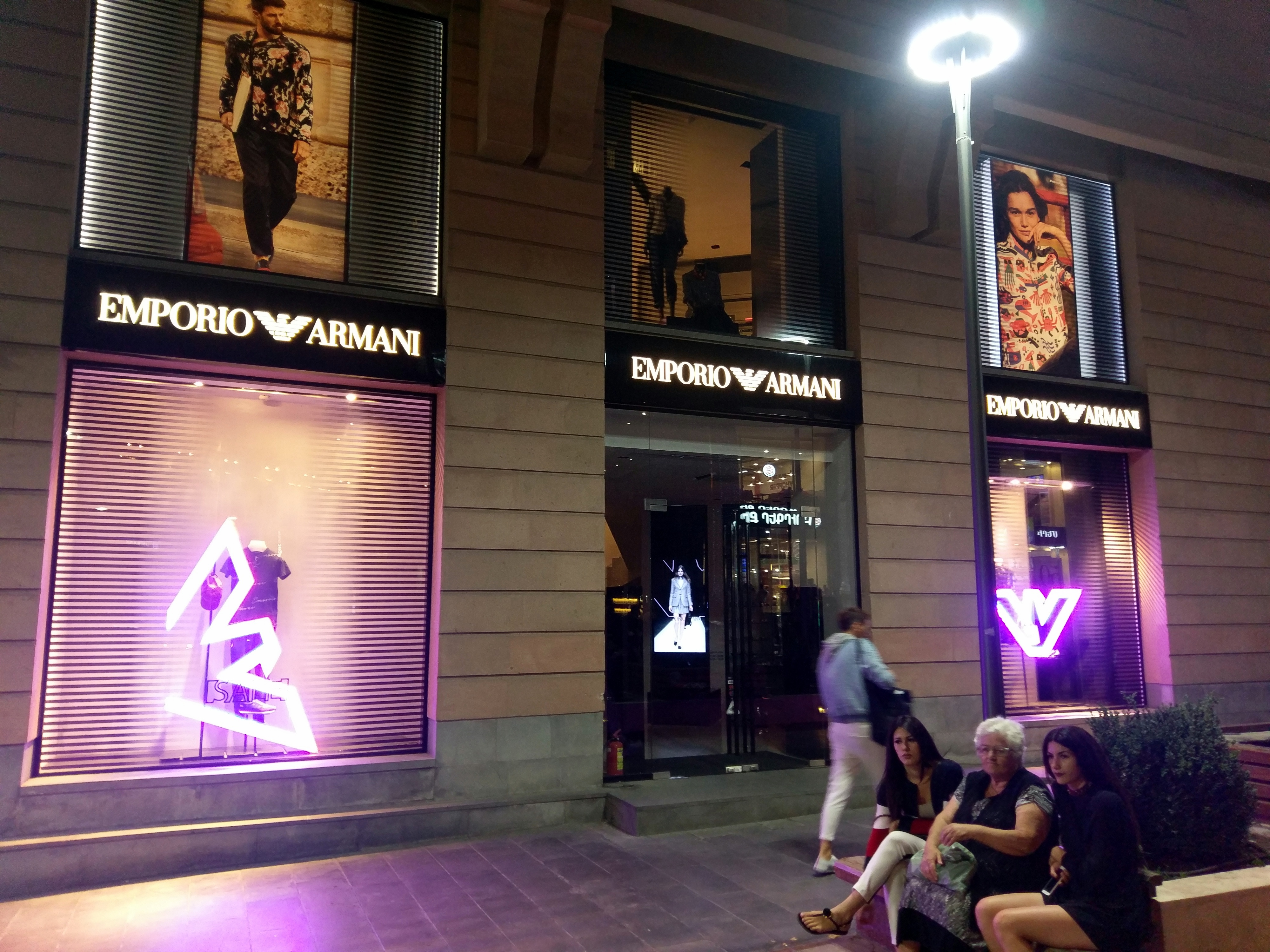
Emporio Armani a Yerevan, Northern Avenue

A fine 2016 viene fondata la Fondazione Armani, che ha la mission di salvaguardare e sviluppare ulteriormente il progetto manageriale dello stilista, con a capo Giorgio Armani, Pantaleo Dell’Orco, manager da sempre vicino allo stilista, e Irving Bellotti, banchiere di Rothschild.
Lo statuto sancisce che l'ente dovrà assicurare innovazione ed eccellenza, tramite una politica di continui investimenti e di ricerca della qualità del prodotto e allo sviluppo di nuove competenze. L'obiettivo è quello di favorire lo sviluppo dei vari brand e impegnare risorse in progetti di utilità pubblica e sociale, facendo in modo che i valori dello stilista perdurino nel tempo e che vengano rispettati nella politica della società, anche qualora ci fossero cambi nel direttivo. Un'azione che rientra nel mantenimento dell'identità del brand e della sua storia.

## Immobili
- Maçka Residences (2012, Istanbul): Complesso comprendente tre torri residenziali che sorgono nel quartiere Maçka. Progettato dagli architetti turchi Sinan Kafadar e Tunca Mimarlik, Armani Casa ha curato il design degli interni.[28]
- Art Residence (2016, Chengdu): Complesso residenziale di lusso costituito da due torri gemelle alte 222 m, costruito in collaborazione con il gruppo cinese Mind Groupdi.[29]
- Residences (2016, Sunny Isles Beach): Palazzo residenziale di lusso, progettato dall'architetto César Pelli, costruito in collaborazione con Dezer Development e The Related Group.[30]
- Century Spire (2018, Makati).

## Distribuzione

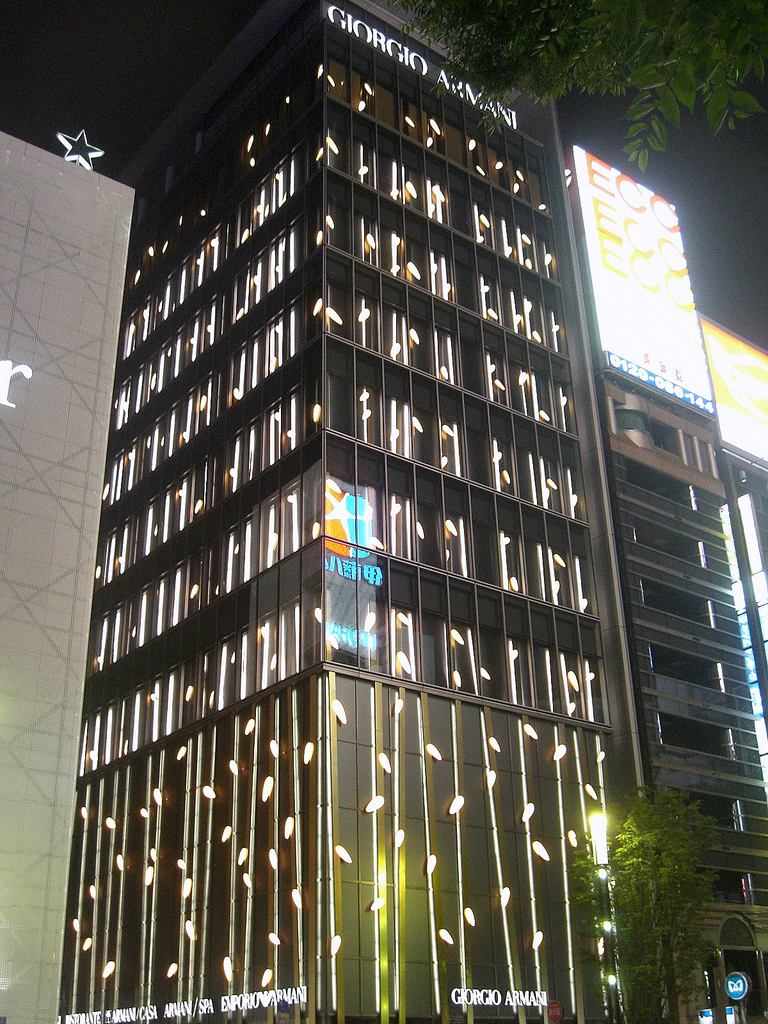
Armani/Ginza Tower a Tokyo, progettata da Massimiliano Fuksas

Il primo negozio "Emporio Armani" è stato aperto nel 1981, in via Pisoni 1, nell'edificio che oggi è conosciuto come "Palazzo Armani". Dello stesso anno è l'apertura della prima boutique "Giorgio Armani". Da allora l'apertura di nuovi negozi in tutto il mondo è cresciuta costantemente. La rete distributiva del Gruppo è presente in 24 paesi con 623 punti vendita, e comprende 66 boutique Giorgio Armani, 25 negozi Armani Collezioni, 85 negozi Emporio Armani, 71 negozi A/X Armani Exchange, 22 negozi AJ | Armani Jeans, 19 negozi Armani Junior, 2 negozi Giorgio Armani Accessori e 6 negozi Armani/Casa, oltre a quattro multi-concept store a Milano, Monaco di Baviera (Armani/Fünf Höfe), Tokyo (Armani/Ginza Tower) e Shanghai (Armani/Three On the Bund), 21 Outlet Store.

## Responsabilità sociale
Nel 2006 Emporio Armani diventa partner dell'iniziativa globale Product Red, fondata da Bono e Bobby Shriver per combattere l'AIDS in Africa. Nel 2011 viene lanciato il progetto Acqua For Life, in collaborazione con Giorgio Armani Parfums, Green Cross International e UNICEF: per ogni confezione di Acqua di Giò venduta, 1 $ viene donato, fino al raggiungimento di 50000 $, al progetto UNICEF "UNICEF Tab Project", che ha come scopo la consegna di acqua potabile ai bambini dei paesi africani. In occasione del Festival del Cinema di Cannes del 2012 viene infine lanciata l'importante collaborazione con J/P HRO (Haitian Relief Organization).
La casa di moda Armani è stata una delle prime a sostenere le direttive internazionali per un concetto di fashion sostenibile a livello sociale e ambientale, iniziando a lavorare ad un sistema produttivo che riesca a tutelare la salute del pianeta, puntando sulla produzione di capi che possano essere durevoli nel tempo. In questo senso il brand si impegna a un utilizzo responsabile delle risorse e alla tracciabilità del processo.
Nel novembre 2019, quando una violenta alluvione ha sommerso Venezia, la società Armani insieme ad altre maison di moda ha sostenuto la città italiana contribuendo con iniziative e donazioni.
Nel 2020 gli è conferito il Premio la Moda Veste la Pace il riconoscimento pubblico assegnato a figure autorevoli che si siano distinte per l’impegno verso l’inclusione o contro la discriminazione e il razzismo. La premiazione, promossa dall'associazione di promozione sociale African Fashion Gate si svolge presso il Parlamento europeo di Bruxelles con il suo alto patronato.
Nel 2020 dona una somma complessiva di 2000000 € a diversi ospedali italiani (ospedali Luigi Sacco, San Raffaele e Fondazione IRCCS Istituto nazionale dei tumori di Milano, Spallanzani di Roma, Humanitas Gavazzeni di Bergamo, Guglielmo da Saliceto di Piacenza, Versilia di Camaiore) e alla protezione civile per combattere la pandemia da SARS-CoV-2 e converte i suoi stabilimenti produttivi in stabilimenti per la produzione di camici monouso.

## Critiche
Nel 1998 l'azienda fece causa a Luca Armani, titolare di un timbrificio, per il possesso del dominio www.armani.it da quest'ultimo regolarmente registrato. Nel 2000 l'uomo è stato costretto a chiudere l'attività a causa degli enormi debiti contratti a causa delle battaglie legali contro l'azienda di moda. Benché nel 2003 il tribunale di Bergamo diede ragione all'azienda stilistica, Luca Armani ha deciso comunque di intentare una seconda causa nel 2016.
Nel 2008 l'azienda è stata denunciata e censurata dall'associazione per la difesa dei minori spagnola con l'accusa di una campagna pubblicitaria troppo esplicita